# クウェート共和国

クウェート共和国
جمهورية الكويت

1. 
2. 

クウェート共和国（クウェートきょうわこく、アラビア語: جمهورية الكويت）は、1990年のイラクによるクウェート侵攻の結果、クウェートに樹立された国家。事実上イラクの傀儡国家であり、わずか4日で消滅した。

## 概要
1990年8月2日、クウェート国内で革命を起こした反政府勢力に要請されたという形をとってイラクはクウェートに軍事侵攻し、同日中にクウェート国政府の打倒とクウェート暫定自由政府の樹立を宣言した。しかし暫定政府の詳細は明らかにされず、当初からイラクの傀儡であるとみなされていた。暫定政府は8月4日になって閣僚名簿を発表したものの、主張とは裏腹にクウェート人にはほぼ馴染みのない、イラク人と思われる名前ばかりが並ぶものだった。8月7日に暫定政府は首長制の廃止と共和制の導入を宣言し国名がクウェート共和国に変更されたが、8月8日にイラクがクウェートを併合し消滅した。国際社会からの承認は得られず、またイラク側も承認を求めることはなかった。

## 推移
1990年8月1日、イラクとクウェートとの間で行われていた石油採掘交渉が決裂し、翌8月2日、イラクは軍をクウェートに派兵し武力制圧した。イラクは武力侵攻の理由について、クウェートにおいて「若き革命家たち」による革命が起こり、革命政府の求めに応じて軍を派遣したと説明し、同日中にイラクは国営放送でクウェート国のジャービル3世政権打倒と、自由クウェート革命の成就を宣言。現地時間の午後2時になってクウェート反政府勢力によるクウェート暫定自由政府の樹立を宣言し、暫定政府による声明文を読み上げた。
イラク政府はクウェート暫定政府に対する支持を表明し、暫定政府の求めがあれば数日か数週間程度で軍を撤退させられると表明、クウェートに第三国が介入する場合には攻撃を加えるという方針も発表した。また従来のクウェート国営放送の周波数は、8月2日のうちに暫定政府に取って代わられた。
しかし暫定政府の方針や、構成する具体的な人物の名前などが公表されなかったため、国際社会からは当初から実態はイラクの傀儡であるとみなされていた。一方でクウェートは1,000人を超す王族が政官財界の要職を占める変則的支配となっており、反政府勢力の受け皿となる不満分子には事欠かないともされた。8月4日夜になってようやくアラー・フセイン・アリー大佐を首班とする閣僚名簿が発表されたが、後述するとおり全員がイラク人で構成されるイラク傀儡政権であるとみなされていた。また同時に、イラクとの領土交渉を行う用意があることも表明した。
8月3日夜、イラク政府はクウェートにおける軍の役割は終わったとして、国外に逃れた旧ジャービル3世政権幹部が帰国しないなどの条件をつけた上で、クウェート暫定政府の同意を得て5日から撤退を開始すると発表。クウェート暫定政府も、情勢安定に伴って「イラクの兄弟愛的指導を受け、勇敢な」軍隊が5日に日程表に従って撤退することで合意したと発表した。ただし撤退後も旧政権の復権はなく、暫定政府がクウェートを統治するとした。
しかし撤退前日の8月4日、クウェート暫定政府はクウェートの政治・国防機能を完全に掌握したと宣言した上で、新たに国防組織として人民軍を組織することを発表。これは従来の正規軍とは異なる組織で、クウェート人兵士が中心ではあるが他のアラブ人など、どの国籍でも参加可能であるとされた。この「他のアラブ」は主にイラクをさすとされ、イラク軍のクウェートからの撤退は見せかけで、名前を変えて駐留し続けるイラクの意思が明白となった。実際、この人民軍にはイラク軍の予備役兵や退役軍人を中心として14万人以上志願している。当時、クウェート内に進駐したイラク軍兵士は10万人で、人民軍はこれを4万人も上回る見込みであった。またクウェートでは政治経済の要職につく支配階級の第一級市民は約6万人規模で、人民軍創設はイラクからクウェートへの大量植民という側面も持っていた。
8月6日午後、国際連合安全保障理事会は対イラク貿易を全面的に停止するなどの経済制裁を含む決議661を反対ゼロ（棄権2票）で採択した。これはイラクだけでなく、クウェート暫定政府も対象とするものであった。また、この決議はクウェート暫定政府を承認しないという内容も含まれていた。暫定政府は8月7日を期して市民生活の正常化を呼びかけた。
8月7日、アリー暫定政府首相がイラクの首都バグダードを訪れ、フセイン大統領と会談する様子をイラク国営放送が公開。アリーはクウェート国民の蜂起にイラクとイラク軍が支援を行ったことに対して感謝し、フセインはクウェートをアラブ社会に復帰させた暫定政府の功績は大きいと表明。クウェートへの攻撃には両国が敢然と立ち向かうことで合意した。同日夕方、クウェート暫定政府はイラク国営放送を通じて声明を発表し、クウェートは首長制を今後永久に廃止し共和制を宣言、国名を「クウェート共和国」に変更するとした。また、イラクはクウェート暫定政府と通貨統合を行うことを打ち出した。
8月8日、イラク革命評議会は「クウェート暫定政府が、息子が大きな家族に帰るように、偉大なるイラクへの復帰を望んだ」ことを理由にクウェートの併合を決定、クウェート共和国は消滅した。イラクはクウェートが自国の一部であることを歴史が証明したと主張し、「全面的統一」を宣言した。暫定政府を承認した国家はなく、またイラク側も承認を求めることはなかった。

## 閣僚

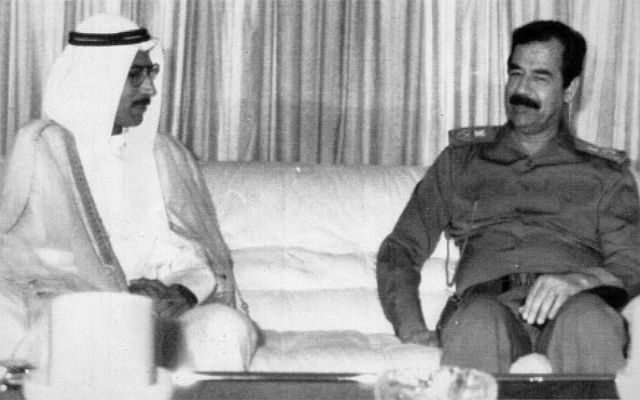
1990年8月7日、バグダードで会談するサダム・フセイン大統領（右）とアラー・フセイン・アリー首相（左）

8月2日に暫定政府の樹立が宣言された直後、暫定政府を構成する具体的な人物の名前などは公表されなかった。8月3日付のヨルダン・タイムズや8月4日付のアルアハラムは、暫定政府を率いる3人の名前として、ナセル・アル＝アフマド・サバーハ前情報相（ジャービル3世の親族）、アフマド・アル＝サドゥーン前議会議長、アフマド・アル＝ハティーブ議員（サドゥーンやハティーブは、1986年にジャービル3世の勅令で解散させられた国民議会のメンバーで、国民議会を復活させるべく民主化運動を行っていた）を挙げたがこれらは未確認情報であり、後に公表された閣僚名簿にこれら3名の名前は入っていなかった。8月4日になってようやく閣僚名簿が発表された。首相が軍最高司令官、国防相、内相を兼任する実質的な軍事政権であった。
暫定政府は閣僚9人全員がクウェート陸軍の佐官であり、よく知られた家の出身であると説明したが、実際にはクウェート人に馴染みがない名前ばかりで、テレビ出演することもなく、顔写真すら公表されなかったため、実態は架空の人物を並べただけのペーパー政権ではないかとも言われた。また名前はクウェート人というよりはイラク風のものであり、ヨルダンのクウェート大使館は8月5日の声明にて、閣僚は全員イラク人であるという見方を示した。さらに首相とされたアラー・フセイン・アリー大佐はサッダーム・フセイン大統領の義理の息子（娘婿）であるとの見解も示したが、これについてはイラク政府がフセイン一族に同名の人物はいないと反論しており、結局は間違いだったことが判明している。いずれにせよクウェート暫定政府がイラク主導であるとみなされることに変わりはなかった。8月7日には、アリー大佐は1988年頃まで駐リビア臨時代理大使を務めていたイラク人であることが判明し、残りの閣僚8人もイラク人であると報じられた。
| 役職名         | 氏名                                     |
| -------------- | ---------------------------------------- |
| 首相           | アラー・フセイン・アリー大佐             |
| 国軍最高司令官 | アラー・フセイン・アリー大佐             |
| 国防相         | アラー・フセイン・アリー大佐             |
| 内相代理       | アラー・フセイン・アリー大佐             |
| 外相           | ワリド・モハメド・アブドラ中佐           |
| 石油相         | ファード・フセイン・アフメド中佐         |
| 蔵相代理       | ファード・フセイン・アフメド中佐         |
| 情報相         | ファデル・アル＝ワフィーク少佐           |
| 通信相代理     | ファデル・アル＝ワフィーク少佐           |
| 保健住宅相     | ムシャル・サアド・アル＝ハダブ少佐       |
| 社会問題労働相 | フセイン・アル＝シマリ中佐               |
| 公共事業相代理 | フセイン・アル＝シマリ中佐               |
| 教育相         | ナセル・マンスール・アル＝ミンデル少佐   |
| 高等教育相代理 | ナセル・マンスール・アル＝ミンデル少佐   |
| 法相           | イサム・アブドル・マジード・フセイン少佐 |
| 宗教相代理     | イサム・アブドル・マジード・フセイン少佐 |
| 貿易電力企画相 | ヤクーブ・モハメド・シャラル少佐         |

なおイラクは当初、イラク生まれのクウェート人で政府を樹立しようと画策したものの、誰も応じなかったとも報じられている。

## 国内外の反応

### 国内
クウェート暫定政府の樹立宣言に対し、政権を追われサウジアラビアに逃亡したジャービル3世は政権の存続を主張した。サアド首相は抵抗を呼びかけ、クウェート軍による散発的な抵抗が続いた。
当初、クウェート国民は統一感に欠け、指導者層に対する反発があったことから、暫定政府に対する本格的な抵抗運動が発生するか疑問視する声もあがったが、不服従運動による抵抗が見られた。

### 国際社会
イラクによるクウェート暫定政府の樹立宣言直後、アメリカ合衆国のジョージ・H・W・ブッシュ大統領は、暫定政府は非合法であるとして承認しない考えを表明し、緊急招集された国際連合安全保障理事会もイラクに対しクウェートから即時撤退するよう決議を採択した（国際連合安全保障理事会決議660）。また決議661では、クウェート暫定政府を傀儡政権と位置づけ、承認しないとしている。
日本でも栗山尚一外務事務次官がアル・リファイ駐日イラク大使を外務省に呼び遺憾の意を伝えたが、リファイは侵攻という表現は適切ではなく、クウェートの革命で樹立された新政府の要請に基づいた行動だとするイラクの立場を説明。しかし栗山は革命が起きたという認識は誤っていると指摘し、リファイはクウェート新政府が干渉を受けなくなればイラクは軍を引き上げる可能性があると表明し、日本政府の意向を本国に伝えるとした。
8月4日にアラブ連盟は緊急外相会談をカイロで開催し、イラクの傀儡政権を承認しないと声明。
8月4日、欧州共同体(EC)はローマで緊急会議を開催し、クウェート暫定政府は認められないと声明。
8月8日、ヨルダンのムダル・バドラン首相はクウェート共和国を承認しないと表明。

## その後

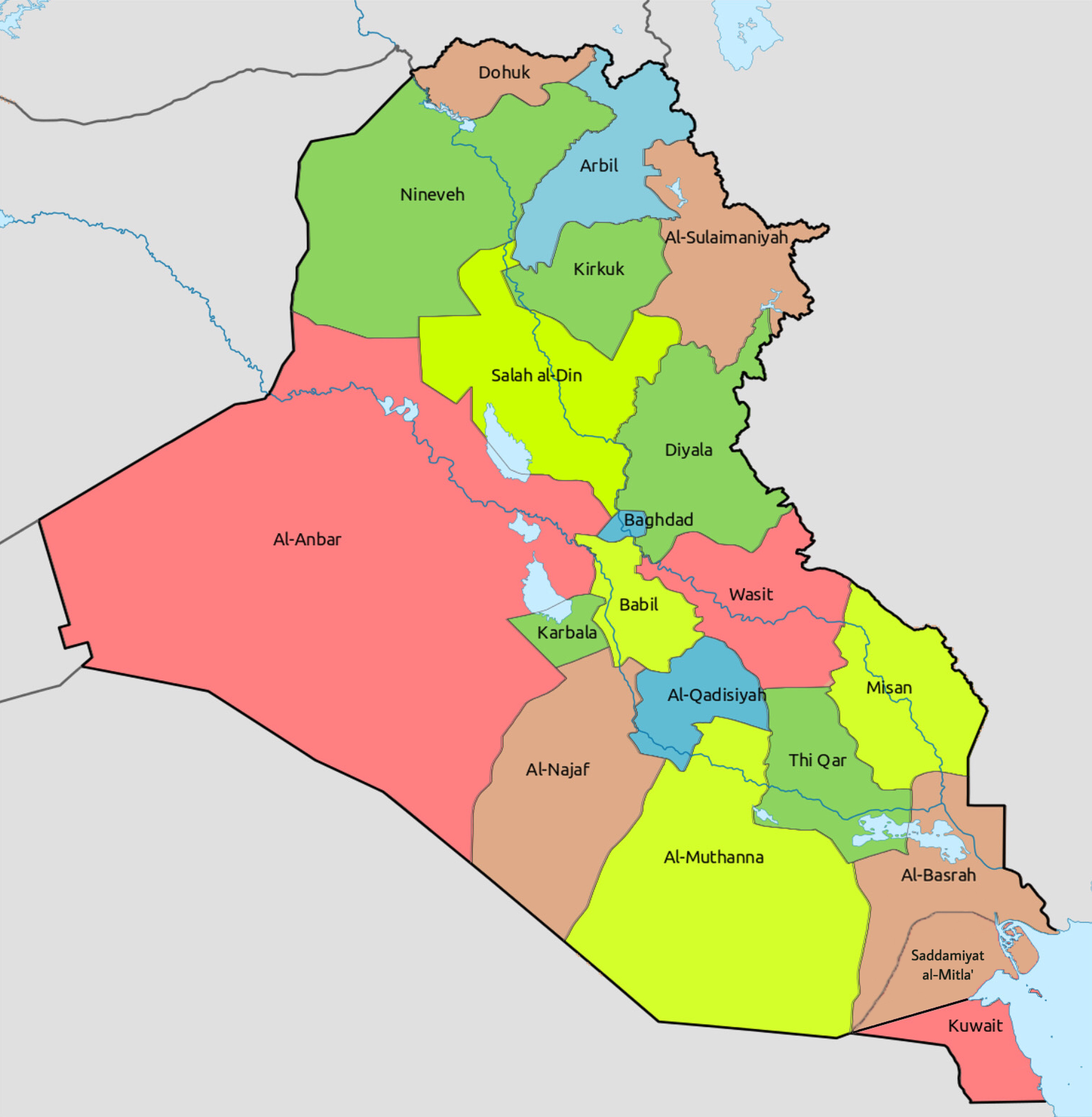
クウェート併合後のイラクの地方行政区画

クウェート共和国消滅後、首相だったアリー大佐は8月8日にイラクの4人目の副首相に任命されている。
8月28日、イラクは併合したクウェートの大部分を19番目の県「クウェート県」とし、カーズィマ、アルジャハラ、そしてアルアフマディの3つの行政区画に分割した。そして同時に石油積出港のある都市アルアフマディをアルニダに改称し、さらにバスラ県の領域を数kmにわたってクウェート側に広げ、アブアリダリを含む範囲に再編した。バスラ県に加わった新たな領域は、サッダーム・フセイン大統領の名前にちなみ、サダミヤ・アルミトラと命名された。ここにはクウェートとの係争の原因になっていたルマイラ油田が含まれている。
翌1991年に発生した湾岸戦争でイラクは敗北しクウェートより撤退、クウェートは解放された。